# Til It Happens to You
«Til It Happens to You» — песня американской певицы Леди Гага, вышедшая 18 сентября 2015 года и записанная для документального фильма The Hunting Ground (2015), посвященная теме сексуального насилия в студенческих кампусах. Авторами песни выступили сама Леди Гага и Дайан Уоррен.
Песня получила положительные отзывы музыкальных критиков и была номинирована и на премию «Грэмми-2016» в категории «Лучшая песня, написанная для визуальных медиа» и на премию Оскар-2016 в категории «Лучшая оригинальная песня к фильму».

## Отзывы и признание
На церемонии 2015 Hollywood Music in Media Awards, которая прошла 11 ноября 2015 года песня «Til It Happens to You» получила награду в категории Best Song in a Documentary. Она также номинирована на премию Спутник-2016 в категории Best Original Song и на премию «Грэмми-2016» в категории Best Song Written for Visual Media. Среди других номинаций, такие как 21st Critics' Choice Awards и St. Louis Film Critics Association (StLFCA), где она номинирована в категории Best Song, и на премию Georgia Film Critics Association и на премию Denver Film Critics Society, где она номинирована в категории Best Original Song. Песня номинирована на премию Оскар-2016 в категории За лучшую песню к фильму.

## Концертные выступления
Гага впервые исполнила «Til It Happens to You» вживую 29 октября 2015 года на ежегодном гала-концерте amfAR вместе с кавер-версиями «Call Me Irresponsible», «Bang Bang (My Baby Shot Me Down)» и «La Vie en rose». Она также исполнила песню на мероприятии Billboard Women in Music 11 декабря 2015 года, где ей была вручена награда «Женщина года (Billboard Music Awards)». Песня также была исполнена на закрытой вечеринке в отеле Peninsula Hotel в Беверли-Хиллз. Аудитория состояла из создателей фильма и пострадавших от изнасилования, представленных в документальном фильме. Сообщается, что Гага во время исполнения песни стала эмоциональной и поблагодарила создателей фильма за включение песни в фильм. Она также исполнила песню на церемонии вручения награды Гильдии продюсеров Америки 2015 года, где The Hunting Ground была награждена специальным призом. Актриса Америка Феррера представила Гагу, но она некоторое время не появлялась на сцене, что вызвало несколько мгновений «нервного смеха публики», когда Феррера пыталась пошутить над ситуацией, пока певица, наконец, не вышла на сцену перед своим пианино.
Гага исполнила песню на 88-й церемонии вручения премии Оскар после выступления Джо Байдена, тогдашнего вице-президента США. Она спела её, сидя перед белым пианино, и ближе к завершению к ней присоединились более 50 человек, переживших сексуальное насилие, со словами «выживший» и «не твоя вина», написанными на их телах. Майк Айерс из The Wall Street Journal назвал это «пронзительным зрелищем ночи». Кэти Аткинсон из Billboard назвала выступление одним из лучших моментов церемонии вручения наград, заявив, что Гага «оказала огромное влияние на сцену Оскара. И одно её выступление было бы достаточно мощным, но когда занавески за её спиной открылись, чтобы показать море выживших после сексуального насилия, стоящих в солидарности, эмоциональная планка была поднята на новый уровень». Кеша исполнила кавер на эту песню в сопровождении Дайан Уоррен на фортепиано на гала-концерте Общества защиты животных Соединённых Штатов в Лос-Анджелесе 7 мая 2016 года.

## Список треков и форматов
- Digital download[21]

1. «Til It Happens to You» — 4:18

- Remixes promotional CD single[22]

1. «Til It Happens to You» (Tracy Young's Ferosh Reconstruction Extended) — 9:18
2. «Til It Happens to You» (Tracy Young’s Ferosh Reconstruction Radio Edit) — 3:52
3. «Til It Happens to You» (Tracy Young’s Ferosh Reconstruction Mixshow) — 6:04
4. «Til It Happens to You» (Tracy Young’s Ferosh Reconstruction Dub) — 9:18
5. «Til It Happens to You» (Mike Rizzo Funk Generation Club Mix) — 5:12
6. «Til It Happens to You» (Mike Rizzo Funk Generation Radio Mix) — 3:54
7. «Til It Happens to You» (Frank Lamboy Late Mix Vocal) — 7:48
8. «Til It Happens to You» (Frank Lamboy Late Instrumental) — 7:48
9. «Til It Happens to You» (Dirty Pop Club Remix) — 6:24
10. «Til It Happens to You» (Division 4 & Matt Consola Mix) — 7:10
11. «Til It Happens to You» (Division 4 & Matt Consola Radio Edit) — 4:05
12. «Til It Happens to You» (Division 4 & Matt Consola Instrumental) — 7:10

## Чарты

### Еженедельные чарты
| Чарт (2015-16)                             | Высшая позиция |
| ------------------------------------------ | -------------- |
| Бельгия/Фландрия (Ultratip Bubbling Under) | 45             |
| Бельгия/Валлония (Ultratip Bubbling Under) | 42             |
| Канада (Billboard Canadian Hot 100)        | 46             |
| Финляндия (Latauslista Download)           | 21             |
| Франция (SNEP)                             | 46             |
| Greece Digital Songs (Billboard)           | 5              |
| Шотландия (OCC Scotland)                   | 52             |
| Испания (PROMUSICAE)                       | 29             |
| Великобритания (OCC UK Singles)            | 171            |
| Великобритания (OCC UK Singles Downloads)  | 67             |
| США (Billboard Hot 100)                    | 95             |
| США (Billboard Adult Contemporary)         | 19             |
| США (Billboard Dance Club Songs)           | 1              |

## История релиза
| Регион         | Дата             | Формат           | Лейбл                      | Ссылки |
| -------------- | ---------------- | ---------------- | -------------------------- | ------ |
| Австралия      | 18 сентября 2015 | Digital download | Interscope Universal Music | [ 36 ] |
| Австрия        | 18 сентября 2015 | Digital download | Interscope Universal Music | [ 37 ] |
| Бельгия        | 18 сентября 2015 | Digital download | Interscope Universal Music | [ 38 ] |
| Канада         | 18 сентября 2015 | Digital download | Interscope Universal Music | [ 39 ] |
| Франция        | 18 сентября 2015 | Digital download | Interscope Universal Music | [ 40 ] |
| Германия       | 18 сентября 2015 | Digital download | Interscope Universal Music | [ 41 ] |
| Италия         | 18 сентября 2015 | Digital download | Interscope Universal Music | [ 42 ] |
| Новая Зеландия | 18 сентября 2015 | Digital download | Interscope Universal Music | [ 43 ] |
| Швеция         | 18 сентября 2015 | Digital download | Interscope Universal Music | [ 44 ] |
| Швейцария      | 18 сентября 2015 | Digital download | Interscope Universal Music | [ 45 ] |
| США            | 18 сентября 2015 | Digital download | Interscope Universal Music | [ 21 ] |
| Япония         | 19 сентября 2015 | Digital download | Interscope Universal Music | [ 46 ] |
| Великобритания | 19 сентября 2015 | Digital download | Interscope Universal Music | [ 47 ] |